# جمهوری سوسیالیستی خودگردان تاتار شوروی
جمهوری سوسیالیستی خودگردان تاتار شوروی (ТАССР) بخش از اتحاد جماهیر شوروی سوسیالیستی محسوب می‌شود که در تاریخ ۲۷ می ۱۹۲۰ ایجاد شد.کازان پایتخت آنجا بشمار می‌رود.
قلمرو TASSR قبل از انقلاب اکتبر ۱۹۱۷ شامل قسمتی از کازان، سیمبیرسک و اولفا گاورنوریتس امپراطوری روسیه بود.
- ۱۹۱۸: ایالت ایدل-اورال
- ۱۹۲۰: جمهوری سوسیالیستی خودگردان تاتار شوروی
- ۱۹۹۰: جمهوری سوسیالیستی تاتارستان شوروی
- ۱۹۹۲: جمهوری تاتارستان